# هيجة بني وهبان (بني قيس الطور)

تعديل مصدري - تعديل

هيجة بني وهبان هي إحدى قرى عزلة ربع البوني بمديرية بني قيس الطور التابعة لمحافظة حجة، بلغ تعداد سكانها 2051 نسمة حسب تعداد اليمن لعام 2004.